# Montalieu-Vercieu
Montalieu-Vercieu – miejscowość i gmina we Francji, w regionie Owernia-Rodan-Alpy, w departamencie Isère.
Według danych na rok 1990 gminę zamieszkiwało 2076 osób, a gęstość zaludnienia wynosiła 240 osób/km² (wśród 2880 gmin regionu Rodan-Alpy Montalieu-Vercieu plasuje się na 421. miejscu pod względem liczby ludności, natomiast pod względem powierzchni na miejscu 1229.).